# 細胞內寄生物
細胞內寄生物（英語：intracellular parasite）是指一類寄生於宿主細胞中生長、繁殖的微生物，可分為兼性（facultative）和專性（obligate）寄生物。此术语含盖任何生物和病毒；若为细菌，又称胞內寄生菌。
部分細胞內寄生物會導致相關疾病的發生。

## 兼性寄生物
兼性寄生物可以在胞內寄生，於胞外也可以存活。
屬於兼性寄生物的細菌舉例如下：
- 漢氏巴爾通體（Bartonella henselae）[2]
- 兔热病杆菌（Francisella tularensis）[3]
- 李斯特菌[4]
- 伤寒沙门氏菌（英语：Salmonella enterica subsp. enterica）（Salmonella typhi）[5]
- 布鲁氏菌属（Brucella）[6]
- 軍團菌屬[7]
- 部分分枝杆菌（Mycobacterium）[8]
- 诺卡氏菌（Nocardia）[9]
- 紅球菌（Rhodococcus equi）[10]
- 耶爾辛氏菌屬[11]
- 腦膜炎雙球菌（Neisseria meningitidis）[12]

屬於兼性寄生物的真菌舉例如下：
- 组织胞浆菌（Histoplasma capsulatum）[13]
- 新型隐球菌（Cryptococcus neoformans）[14]

## 專性寄生物

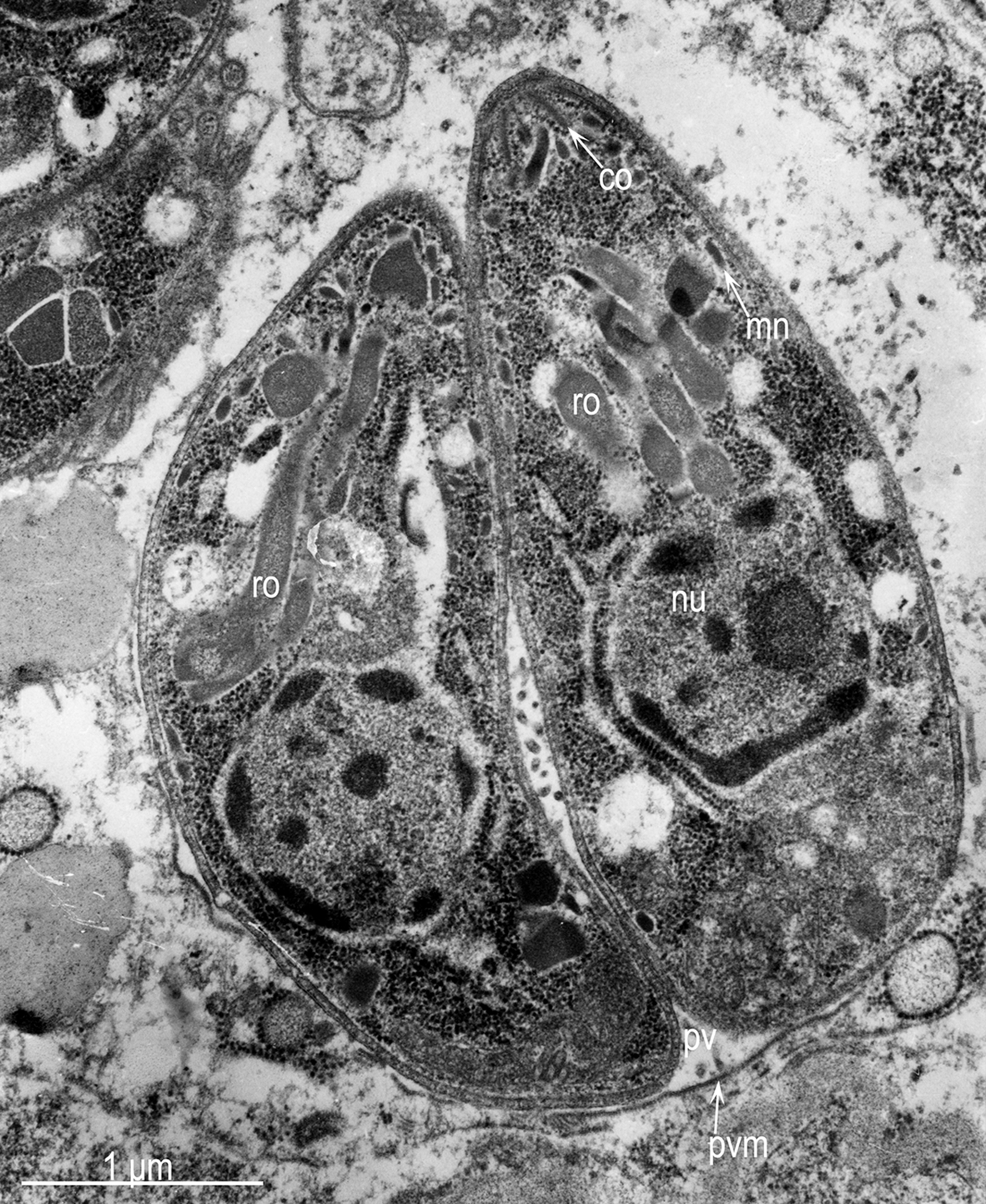
掃描電鏡下拍攝的肺部寄生的刚地弓形虫（Toxoplasma gondii）

專性寄生物只能在寄生細胞內存活，生活完全依賴於宿主細胞內的資源。
專性寄生物有：
- 病毒

- 一部分細菌，比如：
  - 沙眼衣原體及其近親物種[15]
  - 立克次氏体
  - 考克斯氏体（英语：Coxiella (bacterium)）（Coxiella）
  - 部分分枝桿菌屬下的種，比如麻风分枝杆菌、结核分枝杆菌
- 部分原生生物，比如：
  - 頂複門（疟原虫、弓形虫、隐孢子虫等）[16]
  - 錐蟲屬（利什曼原虫、克氏錐蟲（英语：Trypanosoma cruzi））
- 一部分真菌，比如：
  - 肺囊虫（Pneumocystis jirovecii）[17]

對專性寄生物的研究難度較高，因為他們通常不能在宿主外增殖。2009年，研究人員發現Q型流感的病原體贝氏柯克斯体（Coxiella burnetii）可以在一種無菌培養基上培養。他們在論文中提出，這種技術也許亦可以應用在其他病原體上。
值得一提的是，內共生理論認為，線粒體最初也是寄生於細胞內的專性寄生物，但最後發展成了共生關係乃至成為細胞器。

## 營養
細胞內寄生物主要依靠宿主細胞的能量生長繁殖，他們尤其需要在脫離宿主細胞時難以獲取的營養物質。兼性細胞內寄生物嗜肺军团菌（Legionella pneumophila）目前是研究細胞內寄生物獲取宿主細胞營養的標準研究模型。目前的研究表明，嗜肺军团菌通過促進宿主細胞蛋白自我分解或通過蛋白酶體分解，將這些蛋白質變為氨基酸。嗜肺军团菌可以用這些氨基酸作為碳源和主要的能量來源。

## 敏感性
T細胞功能受損的人群（如AIDS患者）較難清除侵入體內的病原性細胞內寄生物。